# Tour des Flandres 1934
Le Tour des Flandres 1934 est la 18e édition du Tour des Flandres. La course a lieu le 18 mars 1934, avec un départ à Gand et une arrivée à Wetteren sur un parcours de 239 kilomètres.
Le vainqueur final est le coureur belge Gaston Rebry, qui s’impose en solitaire à Wetteren. Les Belges Alfons Schepers et Félicien Vervaecke complètent le podium.

## Monts escaladés
- Quaremont (Nouveau Quaremont)
- Kruisberg
- Edelareberg

## Classement final
|    | Coureur             | Pays     | Équipe                    | Temps           |
| -- | ------------------- | -------- | ------------------------- | --------------- |
| 1  | Gaston Rebry        | Belgique | Alcyon-Dunlop             | 7 h 00 min 00 s |
| 2  | Alfons Schepers     | Belgique | La Française-Dunlop       | + 4 min 16 s    |
| 3  | Félicien Vervaecke  | Belgique | Labor                     | + 6 min 55 s    |
| 4  | Richard Noterman    | Belgique | La Française-Dunlop       | + 6 min 55 s    |
| 5  | Maurice Cocquereaux | Belgique |                           | + 12 min 40 s   |
| 6  | Cesar Bogaert       | Pays-Bas |                           | + 13 min 00 s   |
| 7  | Léon Tommies        | Belgique | Alcyon-Dunlop             | + 14 min 15 s   |
| 8  | Armand van Bruaene  | Belgique | Van Bruaene Sport         | + 14 min 15 s   |
| 9  | Ernest Mottard      | Belgique |                           | + 14 min 15 s   |
| 10 | Theo Geunis         | Belgique | Genial Lucifer-Hutchinson | + 14 min 15 s   |